# Sant'Andrea d'Orcino
Sant'Andrea d'Orcino (in francese Sant'Andréa-d'Orcino, in corso Sant'Andrea d'Urcinu) è un comune francese di 76 abitanti situato nel dipartimento della Corsica del Sud nella regione della Corsica.

## Società

### Evoluzione demografica
Abitanti censiti